# 2199: Космическая одиссея
«2199: Космическая одиссея» (яп. SPACE BATTLESHIP ヤマト супэ:су батору сиппу ямато, «Космический линкор „Ямато“») — киноадаптация аниме-сериала 1974 года Space Battleship Yamato. В Японии фильм вышел первого декабря 2010 года в кинотеатрах, а также выпущен на DVD и Blu-Ray 29 апреля 2014 года. Премьера фильма в России состоялась 21 июля под названием «2199: Космическая одиссея».

## Сюжет
2199 год. Земля уже пять лет находится под радиоактивной атакой инопланетной расы с планеты Гамилас (яп. ガミラス Гамирасу). Оборона землян практически полностью уничтожена, и выжившие вынуждены скрываться под землёй. Но постепенно загрязнение проникает через почву и начинает сказываться на людях и даже сооружениях. Собрав последние силы, человечество отправляет последний космический крейсер «Ямато» (который является поднятым со дна знаменитым линкором «Ямато», «последним линкором», потопленным американцами в 1945 году) в путешествие на планету Искандер, которая находится в Большом Магеллановом Облаке. Там людям предстоит найти таинственное устройство, которое сможет излечить Землю. Но им нужно успеть выполнить свою миссию, пока загрязнение не уничтожило всё человечество.

## Состав
Персонажи были несколько изменены по сравнению с оригинальным сериалом 1974 года. Например, Юки занимает более активную роль в фильме, чем в аниме. Также двум персонажам мужского пола (Аихара и доктор Садо) поменяли пол на женский.

### Экипаж Ямато
- Такуя Кимура — Сусуму Кодай (яп. 古代進), младший брат Мамору и лидер тактического отряда.
- Мэйса Куроки — Юки Мори (яп. 森雪), пилот отряда «Чёрный Тигр».
- Тосиро Янагиба — Сиро Санада (яп. 真田志郎 Санада Сиро:), главный технолог.
- Наото Огата — Дайсукэ Сима (яп. 島大介), главный штурман.
- Рэйко Такасима — доктор Садо (яп. 佐渡先生 Садо:-сэнсэй), корабельный доктор.
- Тосиюки Нисида — Хикодзаэмон Токугава (яп. 徳川彦左衛門), главный инженер.
- Хироюки Икэути — Хадзимэ Сайто (яп. 斉藤始 Сайто: Хадзимэ), командир Space Commandos.
- Майко Скорик — Аихара (яп. 相原), связистка.
- Тосихиро Ясиба — Ясуо Намбу (яп. 南部康雄), коммандос.
- Кадзуки Намиока — Сабуро Като (яп. 加藤三郎 Като: Сабуро:), капитан отряда «Чёрный Тигр».
- Такуми Сайто — Акира Ямамото (яп. 山本明), пилот отряда «Чёрный Тигр».
- Такахиро Миура — Фуруя (яп. 古屋), пилот отряда «Чёрный Тигр».
- Цутому Ямадзаки — капитан Дзюдзо Окита (яп. 沖田十三 Окита Дзю:дзо:).
- Кэнсукэ Овада — Кэндзиро Ода (яп. 太田健二郎 О:та Кэндзиро:), навигатор.

### Другие
- Синъити Цуцуми — Мамору Кодай, старший брат Сусуму и капитан космического корабля «Юкикадзэ».
- Исао Хасидзумэ — Хэйкуро Тодо, главнокомандующий обороной Земли.

### Озвучка
- Кэнъити Огата — Аналайзер, робот-помощник на Ямато.
- Масато Ибу — владыка Деслер, лидер инопланетян.
- Миюки Уэда — Искандер, ранее имеющая имя Старсия.
- Исао Сасаки — закадровый голос.

## Производство
Первоначально, идея снять фильм появилась в 2005 году у студий TBS Films и компании Tokyo Broadcasting System. Нобору Исигуро, который был режиссёром оригинального сериала, подтвердил 17 июля 2009 года, что фильм находится в разработке. Режиссёр фильма Такаси Ямадзаки объявил, что фильм выйдет в декабре 2010 года с ожидаемым бюджетом в 2,2 миллиарда иен (22 миллиона долларов). В фильме использовалось много визуальных эффектов, созданных студией Ямадзаки «Сирогуми», задействованных на протяжении как минимум 65 минут экранного времени. По сообщению издания Daily Sports, все космические сражения из сериала были переданы в фильме по новейшим технологиям компьютерной графики. Осенью 2009 года было объявлено, что главную роль Сусуму Кодая исполнит популярный японский актёр Такуя Кимура. Первоначально планировалось что роль Юки исполнит Эрика Савадзири, но её место заняла Мэйса Куроки.
Основные съёмки начались 12 октября 2009 года и закончились к концу того же года. Компьютерная графика и другой пост-продакшен заняли ещё 9 месяцев, фильм был показан первого декабря 2010 года в 440 японских кинотеатрах.

## Кассовые сборы и рецензии
Фильм стал абсолютным кассовым лидером сезона в Японии и обошёл даже последнюю на то время часть киноэпопеи про Гарри Поттера — «Гарри Поттер и Дары Смерти: часть 1». Zac Bertschy с сайта Anime News Network дал фильму ранг «B», отметив что фильм «нажимает на педаль газа сразу у ворот и не отпускает вас до самого конца, иногда не стесняясь просто развлечь». The Japan Times также положительно оценили фильм. По мнению издания фильм такого масштаба и затрат опускается огромной ношей и ответственностью на плечи съёмочной группы, но создатели фильма отлично справились с этой задачей. В то же время, были и более критические отзывы, например Кристоф Марк из «Ёмиури симбун» высказал мнение, что фильму не хватает тяжести и сравнил фильм с телесериалом-ремейком «Звёздный крейсер „Галактика“», имея в виду потерю духа оригинального сериала.